# 블링크-182
Blink-182는 1992년 미국 캘리포니아주 포웨이에서 결성된 록 밴드이다. 현재이자 가장 잘 알려진 라인업은 베이시스트 겸 보컬 마크 호퍼스(Mark Hoppus), 기타리스트 겸 보컬 톰 델롱(Tom DeLonge), 드러머 트래비스 바커(Travis Barker)로 구성되어 있다. 이들의 음악 스타일은 커리어를 거치며 다양해졌지만, 기본적으로 팝 멜로디와 빠른 펑크 록을 결합한 팝 펑크로 분류된다. 가사는 주로 연애, 청소년기의 좌절, 성숙(혹은 성숙하지 못함)을 다룬다. 이들은 남부 캘리포니아의 교외 스케이트 펑크 씬에서 등장했으며, 고에너지 라이브 공연과 유머러스한 태도로 처음 주목을 받았다.
밴드는 1995년 데뷔 스튜디오 앨범 Cheshire Cat을 발표했고, 1997년 두 번째 정규 앨범 Dude Ranch를 발매했다. 독립적으로 녹음하고 투어를 진행하던 이들은, 워프드 투어(Warped Tour) 등의 활동을 거쳐 MCA 레코드와 계약을 체결했다. 이후 Enema of the State (1999)와 Take Off Your Pants and Jacket (2001) 두 앨범을 통해 상업적으로 가장 큰 성공을 거두었다. 이 시기에 발표된 “All the Small Things”, “Dammit”, “What’s My Age Again?” 등의 싱글은 히트곡이 되었으며 MTV에서도 꾸준히 방송되었다. 이후 Untitled Album (2003), Neighborhoods (2011), Dogs Eating Dogs (2012, EP) 등의 앨범을 발표하며 스타일 변화를 시도했다.
밴드에서 마크 호퍼스는 유일하게 결성부터 현재까지 꾸준히 활동한 멤버이다. 톰 델롱은 두 차례 밴드를 탈퇴했다가 다시 복귀했다. 초창기 드러머 스콧 레이노어(Scott Raynor)는 1998년까지 밴드에서 활동했으며 이후 해고되었고, 그의 자리를 트래비스 바커가 대신하게 되었다. 2015년부터 2022년까지 델롱이 탈퇴한 동안, 밴드는 알칼라인 트리오(Alkaline Trio)의 보컬 겸 기타리스트 매트 스키바(Matt Skiba)를 영입하여 California (2016)와 Nine (2019) 두 장의 앨범을 발표하고 투어를 진행했다. 이후 2023년 10월 20일, 밴드는 아홉 번째 정규 앨범 *One More Time…*을 발매했다.
Blink-182는 단순하고 직선적인 음악과 간결한 편곡을 통해 팝 펑크의 두 번째 메인스트림 유행을 이끌었다. 이들은 여러 세대에 걸쳐 많은 팬들에게 사랑받았으며, 전 세계적으로 5천만 장의 앨범을 판매했고, 미국에서만 1,530만 장을 기록했다.

## 음반 목록

### 정규 음반
- 《Cheshire Cat》(1994년 2월 17일)
- 《Dude Ranch》(1997년 6월 17일)
- 《Enema of the State》(1999년 6월 1일)
- 《Take Off Your Pants and Jacket》(2001년 6월 12일)
- 《Blink-182》(2003년 11월 18일)
- 《Neighborhoods》(2011년 9월 26일)
- 《California》(2016년 7월 1일)
- 《Nine》(2019년 9월 20일)

## 구성원

### 현 구성원
- 마크 호퍼스 : 베이시스트이자 보컬리스트
- 트래비스 바커 : 드러머
- 톰 들롱 : 기타리스트이자 보컬리스트

### 전 구성원
- 스콧 레이너 : 드러머, 1992년 가입했으나 1998년 탈퇴.
- 매트 스키바 : 기타리스트이자 보컬리스트, 2015년 가입했으나 2022년 톰 델론지의 재합류로 탈퇴.